# Wii Party U
Wii Party U (jap. WiiパーティWī Pāti Yū) ist ein Gesellschaftsvideospiel von Nintendo für die Wii U. Das Spiel wurde im Januar 2013 bei Nintendo Direct angekündigt und später bei der E3 2013, und ein weiteres Mal bei einer Nintendo Direct Konferenz im Oktober 2013, vorgestellt. Wii Party U stellt die Fortsetzung zu dem 2010 erschienenen Videospiel Wii Party dar.

## Spielprinzip
Wii Party U ist ein Multiplayer-Videospiel, bestehend aus einem klassischen Brettspiel und Minispielen, ähnlich wie Mario Party. In dem Spiel sind über 80 Minispiele spielbar. Das Wii U Gamepad kann für den Multiplayer-Modus benutzt werden. Das Spiel enthält teilweise Variationen von den Minispielen aus Wii Party, die allerdings für die Wii U konzipiert wurden.

## Rezeption
Mit einer Gesamtsumme von 65/100 bei Kritik-Aggregator Metacritic erhielt Wii Party U gemischte bis positive Kritiken.

### Verkäufe
In Japan war das Spiel, mit 70.000 verkauften Kopien und zusätzlich 38.000 verkauften Wii-U-Konsolen, in der ersten Woche nach der Veröffentlichung sehr beliebt. Während der Ferien-Saison erreichten die Verkäufe die Spitze der japanischen Charts. Am 31. Dezember 2013 wurden allein in Japan über 518.000 Kopien verkauft.